# Cal Ferreró
Cal Ferreró és una obra de Castellgalí (Bages) inclosa a l'Inventari del Patrimoni Arquitectònic de Catalunya.

## Descripció
Edifici aïllat situat al peu del camí ral amb una tipologia barreja de casa urbana i edifici rural. Format per un cos inicial de planta rectangular al que se li afegiran posteriorment altres parts. En destaca el cos situat a migdia i que aprofita el desnivell del terreny. Està sustentat per un contrafort i coronat per una galeria. Ressalta l'aparell de la pedra, els elements que formen les obertures, espitlleres i les lloses que sobresurten a l'arrencada dels arcs de la galeria.